# Graciela Aráoz
Graciela Nidia Aráoz es una filóloga, poeta e investigadora argentina. Nació en 1952 en Villa Mercedes, provincia de San Luis, aunque reside en la ciudad de Buenos Aires.

## Biografía
Nació en Villa Mercedes, provincia de San Luis, Argentina. Es profesora en Letras por concurso de antecedentes y ganó una beca para realizar un postgrado en Madrid, donde obtuvo los títulos de profesorado en Lengua y Literatura Española y la licenciatura en Filología (Sección Hispánica).
Actualmente es la presidenta de la Sociedad de Escritoras y Escritores de la Argentina (SEA).  y Directora del Festival Internacional de Poesía de Buenos Aires, que se realiza anualmente en el marco de la Feria Internacional del Libro de Buenos Aires. A su vez, es miembro de la Comisión de Actividades Culturales de la Fundación El Libro e integra como miembro fundadora el Movimiento Mundial de Poesía y la Red Nuestra América.
Diseñó e implementó la campaña de promoción del libro y la lectura “Argentina Crece Leyendo” de la Comisión Nacional Protectoras de Bibliotecas Populares (CONABIP).

## Festivales de poesía y ferias
Participó en más veinte festivales internacionales de poesía, entre ellos el VIII Festival Internacional de Poesía de Sapanca, Turquía; el Vigésimo quinto Festival Internacional de la Poésie de Trois Riviere, Québec, Canadá; el 21º Festival Internacional de Poesía de Medellín, Colombia; y en 2014 participó del Hay Festival de Cartagena de Indias, en Colombia.
En 2007 fue invitada a participar en la Feria del Libro de La Habana, Cuba. En 2010, año en que Argentina fue "país invitado de honor", integró la delegación de escritores en la Feria del Libro de Frankfurt y en 2011 participó del Salón del Libro de París, con motivo de ser Buenos Aires Capital Mundial del Libro, designada por la UNESCO. En 2013 volvió a integrar la comisión del mismo salón como poeta invitada.
Ha sido jurado de importantes premios como Premio Casa de las Américas (Cuba), Premio de la Crítica y el Concurso de Cuentos de la Fundación El Libro, de Buenos Aires. Integró el jurado de la XI versión del Premio Iberoamericano de Poesía Pablo Neruda en Chile.

## Premios
Obtuvo en España el Primer Premio Tiflos de Poesía, el Primer Premio de Poesía “Vicente Aleixandre” y el Segundo Premio “Carmen Conde”.

## Desempeño como funcionaria pública
Actualmente es la asesora en la Comisión de Educación y Cultura del Honorable Senado de la Nación. Anteriormente se desempeñó como asesora.
Otro cargos: coordinadora de Publicaciones del Instituto Federal de Estudios Parlamentarios, coordinadora de Relaciones Institucionales del Instituto de Estudios Parlamentarios y Directora del Programa de Pasantías no rentadas que se realizaba en ese instituto.

## Obras
- El protegido del ciervo (poesía). Ediciones Último Reino, Buenos Aires, 2012.[13]
- Diabla (poesía). Ediciones Último Reino, Buenos Aires, 2002. 2.º edición, Ediciones Último Reino, Buenos Aires, 2007.[14]
- La Participación Femenina en el Honorable Congreso de la Nación. 1983-2001 (investigación). Imprenta del Congreso de la Nación, Buenos Aires, 2001.
- Itinerario del fuego (poesía). Grupo Editor Latinoamericano, Buenos Aires, 1991.
- Ángel García López: una renovación del símbolo en la lírica española contemporánea (investigación). Fundación Alcalde Ruiz-Mateos (Rota-Cádiz), Buenos Aires, 1986.
- Equipaje de silencio (poesía). Ediciones Botella al mar, Buenos Aires, 1982.

## Traducciones
El libro Diabla fue traducido al turco y al francés a través del Programa Sur de traducciones del Ministerio de Relaciones Exteriores, Comercio Intencional y Culto.
- Diabla (poesía), Les Editions du Grenoulliére, Quebec, 2012.
- Diabla (poesía), Ozgur Yayin Dagitim, Estambul, 2010.

Poemas del mismo libro fueron traducidos al japonés, alemán, portugués, francés y al inglés. De su libro El protegido del ciervo se tradujeron en 2013 poemas al croata en la importante revista Glasnik, acompañada por autores como Bataille, Barthes, Derrida, Heidegger, Emerson, Julio Cortázar, José Martí, entre otros.

## Otras publicaciones
Poemas en antologías y publicaciones culturales.
- “Carta oral a su amor de Aidín Zoara”

En: Poetas en Botella al Mar. Antología 1946-2006, ediciones Botella al Mar, Buenos Aires, 2007.
- “Carta desde los ojos”

En Mar Azul. Cielo Azul. Blanca Vela… Homenaje a Arturo Cuadrado. Antología poética, ediciones Botella al Mar, Buenos Aires, 1999.
- “Retrato sin figura”

En: Poetas 2. Autores argentinos de fin de siglo, Ediciones Instituto Movilizador de Fondos Cooperativos, colección Desde la Gente, Buenos Aires, 1999.
- “Cita en el aire”

En: Poetas 2. Autores argentinos de fin de siglo, Ediciones Instituto Movilizador de Fondos Cooperativos, colección Desde la Gente, Buenos Aires, 1999.
- “Agua vacía”

En: Poetas 2. Autores argentinos de fin de siglo, Ediciones Instituto Movilizador de Fondos Cooperativos, colección Desde la Gente, Buenos Aires, 1999.
- “Retorno con espera”

En: Poetas 2. Autores argentinos de fin de siglo, Ediciones Instituto Movilizador de Fondos Cooperativos, colección Desde la Gente, Buenos Aires, 1999.
- “Luz en el tacto”

En: Poesía Argentina de Fin de Siglo. Tomo IV (Lidia Vinciguerra, comp.), editorial Vinciguerra, Buenos Aires, 1997.
- “Misterio compartido”

En: Poesía Argentina de Fin de Siglo. Tomo IV (Lidia Vinciguerra, comp.), editorial Vinciguerra, Buenos Aires, 1997.
- “Misterio compartido”

En: El cantar de las palabras. Galería poética, editorial Metáfora, Buenos Aires, agosto de 1991.
- “Mujer que acampa en mitad de tu nombre”

En: El cantar de las palabras. Galería poética, editorial Metáfora, Buenos Aires, agosto de 1991.
- “Luz en el tacto”

En: El cantar de las palabras. Galería poética, editorial Metáfora, Buenos Aires, agosto de 1991.
- “El espacio temporal y el hombre”, postfacio.

En: Poesía (1967-1987) de Lucía Carmona, Edición Índice, Buenos Aires, 1989.
- “Los pies descalzos”

En: Plaqueta Antológica Nuestros poetas, Feria de la República, la Dirección de Cultura de la Provincia de San Luis, 1986.
- “La memoria del cuerpo”

En: Poesía 83, Plaqueta Antológica de poesía bilingüe (español-inglés), San Luis, Argentina, 1983.
- “La biblioteca y las políticas de lectura”

En: El Fomento del Libro y la Lectura 7, Meana Impresores, Chaco, Argentina, diciembre de 2005.
- “Hacia una política nacional de promoción de la lectura y el libro”

En: Actas del XXV Congreso Internacional de Promoción de la Lectura y el Libro, Buenos Aires, 1999.
- “La Participación Femenina en el H. Congreso de la Nación durante el período 1983.1997”

En: Revista de la Dirección de Prensa de Presidencia del H. Senado de la Nación, IFEP, Imprenta del Congreso de la Nación, Buenos Aires, 1997.
- “La televisión y la lectura”

En: Compendio de estudios parlamentarios, tomo 1, Instituto Federal de Estudios Parlamentarios, H. Senado de la Nación, Imprenta del Congreso de la Nación, Buenos Aires, 1992.
- “Sistema Argentino de Bibliotecas”

En: 24 anteproyectos de Ley. Colección Estudios Legislativos y Parlamentarios N.º 5, Secretaría Parlamentaria del Honorable Senado de la Nación, Imprenta del Congreso de la Nación, Buenos Aires, 1989.
- “Incorporación a la ley 11.723 (Propiedad Intelectual) de los Programas Computarizados de Informática”

En: 24 anteproyectos de Ley. Colección Estudios Legislativos y Parlamentarios N.º 5, Secretaría Parlamentaria del Honorable Senado de la Nación, Imprenta del Congreso de la Nación, Buenos Aires, 1989.
- “Orientación Vocacional”

En: 24 anteproyectos de Ley. Colección Estudios Legislativos y Parlamentarios N.º 5, Secretaría Parlamentaria del Honorable Senado de la Nación, Imprenta del Congreso de la Nación, Buenos Aires, 1989.
- “Sistema de Otorgamiento de beca para carreras universitarias no tradicionales”

En: 24 anteproyectos de Ley. Colección Estudios Legislativos y Parlamentarios N.º 5, Secretaría Parlamentaria del Honorable Senado de la Nación, Imprenta del Congreso de la Nación, Buenos Aires, 1989.
- “Protección del Patrimonio Cultural Argentino”

En: 24 anteproyectos de Ley. Colección Estudios Legislativos y Parlamentarios N.º 5, Secretaría Parlamentaria del Honorable Senado de la Nación, Imprenta del Congreso de la Nación, Buenos Aires, 1989.
- “Hacia una Política Nacional de Lectura”

En: Actas del XXV Congreso Internacional de Promoción de la Lectura y el Libro, Buenos Aires, 1989.
- “Creación del Departamento Nacional de Literaturas Provinciales”

En: Anteproyectos varios de interés actual, Colección Estudios Legislativos y Parlamentarios N.º 2, Secretaría Parlamentaria del Honorable Senado de la Nación, Imprenta del Congreso de la Nación, Buenos Aires, abril de 1987.
- “Creación de Talleres de Expresión en las Cárceles e Institutos de Menores”

En: Instituto de Derecho Parlamentario y otros temas de interés actual, Colección Estudios Legislativos y Parlamentarios N.º 4. Secretaría Parlamentaria. Honorable Senado de la Nación. Imprenta del Congreso de la Nación, Buenos Aires, noviembre de 1987.
- “La Palabra en los Escritores Jóvenes y su Trascendencia en la Poesía”

En: Actas del Congreso Pedagógico Nacional, Universidad de Morón, Provincia de Buenos Aires, 1982.
- “César Rosales y el tiempo del Regreso”

En: Actas de las II Jornadas sobre Literatura Argentina, Buenos Aires, 1982.